# Altenach
Altenach là một xã thuộc tỉnh Haut-Rhin trong vùng Grand Est, đồng bắc Pháp. Xã này có diện tích 6,18 km², dân số năm 1999 là 388 người. Khu vực này có độ cao trung bình 325 mét trên mực nước biển.